# Ryparosa kurrangii
Ryparosa kurrangii är en tvåhjärtbladig växtart som beskrevs av B.L.Webber. Ryparosa kurrangii ingår i släktet Ryparosa och familjen Achariaceae. Inga underarter finns listade i Catalogue of Life.